# Priscilla Meirelles
Priscilla Meirelles Almeida (Belém, 5 settembre 1983) è una modella brasiliana, vincitrice del concorso Miss Terra 2004.
Vincendo il concorso, la Meirelles ha reso il Brasile la prima nazione ad aver vinto tutti e quattro i principali concorsi di bellezza internazionali (Miss Terra, Miss Universo, Miss Mondo e Miss International). La Meirelles ha vinto anche il concorso Miss Globe nel 2003 e successivamente lo ha condotto nel 2004 e nel 2005.
Priscilla Meirelles ha successivamente condotto il concorso Miss Terra per due anni consecutivi. La prima volta ha co-condotto l'edizione del 2006, vinta della cilena Hil Hernández e svolto a Manila nelle Filippine e l'edizione del 2007, vinta dalla canadese e svolto a Quezon. La Mairelles ha anche lavorato come giudice del talent show Showtime dal 2006 fino all'ultima edizione del 2010. È apparsa in moltissime riviste ancora oggi è molto attiva in televisione come ospite e lavora ancora come modella a Los Angeles si è sposata e ha due gemelle nate nel febbraio 2012. Nel 2013 da maggio a luglio conduce il programma Extreme Trials, è stato riconfermato per un'altra stagione nel 2014. Da citare anche le sue partecipazioni cinematografiche uscite solo in Filippine.

## Filmografia

### Cinema
- Sa'yo lamang, regia di Laurice Guillet (2011)
- Ika-Sampu, regia di Maky Derpo (2011)
- Ika-Sampu II, regia di Maky Derpo (2014)